# Yvonne Desportes

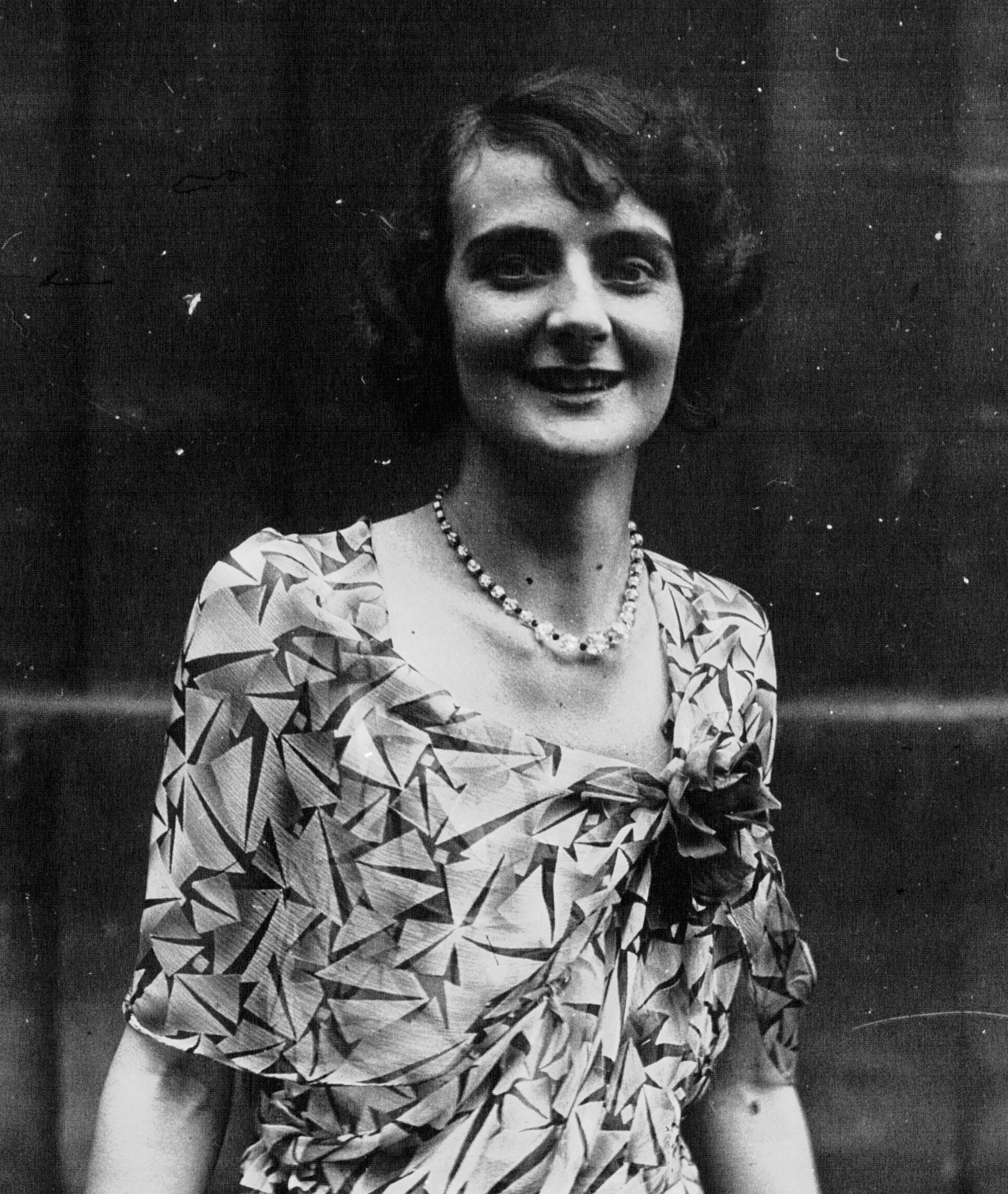
Yvonne Desportes

Yvonne Desportes (* 18. Juli 1907 in Coburg; † 29. Dezember 1993 in Paris) war eine französische Komponistin.

## Leben und Wirken
Die Tochter des Komponisten und Dirigenten Emile Desportes (1877–1944) und der Malerin Bertha Froriep (1881–1950) wurde während einer Reise ihrer Eltern in Coburg geboren, sie erhielt ersten Klavierunterricht von ihrem Vater. Danach an der École Normale de Musique de Paris bei Yvonne Lefébure, Alfred Cortot und Paul Dukas. Von 1925 bis 1932 studierte sie am Pariser Konservatorium bei Noël Gallon und Jean Gallon, Maurice Emmanuel und Marcel Dupré.
1932 gewann sie mit der Kantate Le Pardon den Premier Grand Prix de Rome. Während des mit dem Preis verbundenen Aufenthalts in Rom heiratete sie 1933 den Bildhauer Ulysse Gémignani (1906–1973), der ebenfalls Rompreisträger war. Von 1943 bis 1978 war sie Professorin am Pariser Konservatorium, bis 1959 für Solfège, danach für Kontrapunkt und Fuge.
Unter Desportes' über 500 Werken finden sich Opern, elektroakustische und sinfonische Musik (u. a. zwei Sinfonien, 1958 und 1964), Instrumentalkonzerte (u. a. zwei Schlagzeugkonzerte, 1957 und 1960, und ein Trompetenkonzert), Kammermusik und Vokalmusik, außerdem auch viele musikdidaktische Werke. Sie wurde als Chevalier de la Légion d’Honneur ausgezeichnet.